# コールドケース 〜真実の扉〜
『コールドケース 〜真実の扉〜』（コールドケース しんじつのとびら）は、WOWOW制作で「連続ドラマW」にて2016年から放送されている日本のテレビドラマシリーズ。アメリカのテレビドラマシリーズ『コールドケース 迷宮事件簿』のリメイク作品で、女性刑事とそのチームが「コールドケース」と呼ばれる未解決殺人事件の真相を探り解決していく姿を描く。吉田羊主演。
- シーズン1『コールドケース 〜真実の扉〜』（2016年10月22日 - 12月24日、全10話）「WOWOW開局25周年記念」[1]
- シーズン2『コールドケース2 〜真実の扉〜』（2018年10月13日 - 12月15日、全10話）[2]
- シーズン3『コールドケース3 〜真実の扉〜』（2020年12月5日 - 2021年2月13日、全10話）「WOWOW開局30周年記念」[3][4]

## 製作
WOWOWの開局25周年を記念してワーナー・ブラザースより正式にフォーマット権を獲得し日本版を制作。米国外で初のドラマ化となる。
舞台をオリジナル版のフィラデルフィアから神奈川に移し、本作が連続ドラマ初主演となる吉田羊演じる主人公の女性刑事・石川百合とそのチームのメンバーが、各話異なる未解決事件をその真相を探りつつ解決していく姿を描く。オリジナル版全7シーズン（156エピソード）からエピソードを厳選し、オリジナル版のプロットや構成を活かしつつ、日本の時代背景に合うように事件が発生した年代と場所を設定するなど細やかな翻案が行われている。
脚本はオリジナル版の改作を使用していたが、シーズン2ではオリジナルも制作された。
監督は『SP』シリーズ（フジテレビ）などを手がけた波多野貴文が担当、日本のドラマらしく、登場人物たちの繊細な心の機微をより深く描いている。撮影監督を山田康介が務め、REDデジタルシネマ社の最新機種WEAPONを日本初で用いて 、全編4K・HDRにて制作。一方で過去の回想シーンはスーパー16mmフィルムを用いて撮影しデジタル処理して4K・HDR化するという日本初の試みに挑戦、最新技術とフィルムの併用により過去と現在をつないで映像美で表現する。シーズン2では、連続ドラマでは日本初となる全編8K収録から4K・HDRにて制作され、視聴者が2K映像と4K映像をリアルタイムで切り替えて視聴可能なハイブリッドキャストによる4Kサイマル配信の実証実験も実施される。
オリジナル版と同様に、未解決事件発生時の過去のシーンでは当時の流行曲が流れる。日本の楽曲に加えてイギリスやアメリカの楽曲など、邦楽・洋楽を問わず多彩なヒット曲が用いられている。

## 登場人物

### 主要人物
神奈川県警察 捜査一課
石川百合〈40〉
演 - 吉田羊 / 信太真妃 (幼少期)
警部 中隊長。勝ち気な性格だが、正義感が強く、直感的な洞察力と観察眼を持つ頼れるリーダー。幼少期に母親から虐待を受けた経験や、婚約者と妹とに裏切られた経験を持ち、周りとの距離を取る傾向にある。コロンボと名付けた黒猫を飼っている。
オリジナル版キャスト：リリー・ラッシュ（演：キャスリン・モリス）
高木信次郎〈31〉
演 - 永山絢斗
巡査部長。相模署から新たに配属されたチーム最年少のルーキー刑事。幼馴染で恋人の中山ちかが自殺したことで、精神的に不安定となる。その後百合の妹、沙耶と百合の反対を押し切り付き合い始める。兄が性虐待をうけていた事を知っており、小児性犯罪者を憎み、感情を制御できず被疑者を殴打したことで警察官としての適性を疑問視されている。
オリジナル版キャスト：スコッティ・ヴァレンズ（演：ダニー・ピノ）
立川大輔〈39〉
演 - 滝藤賢一
主任。警部補。ガサツで気が短くお調子者で妻にも見捨てられ離婚されているが、正義感が強く、仲間や被害者を思いやる優しさを併せ持つ。捜査情報の入手に長けている。「糸を引くような粘着質」と百合に評されるほど事件解決に執着する。自称、演劇少年。
オリジナル版キャスト：ニック・ヴェラ（演：ジェレミー・ラッチフォード）
金子徹〈54〉
演 - 光石研
主任。警部補。地味だが土地勘が強く捜査経験豊富な叩き上げの刑事。保身や建前、取り繕いを嫌い、刑事部長を殴り謹慎処分となることも。数年前に妻を亡くしている。愛称は「ねこさん」。
オリジナル版キャスト：ウィル・ジェフリーズ（演：トム・バリー）
本木秀俊〈58〉
演 - 三浦友和
警視。課長代理。温和な性格で、個性あふれるメンバーを巧みにまとめ、部下からの信頼も厚い。娘との関係が上手く行っていないことが仄めかされる。マスタードをたっぷりかけたケバブが好物。部下の数々のトラブルに頭を抱えることも多い。
オリジナル版キャスト：ジョン・スティルマン（演：ジョン・フィン）

その他
大江嗣久
演 - 宮沢和史
検事。百合に好意があるようで、しきりに食事に誘うが毎回断られる。
オリジナル版キャスト：ジェイソン・カイト（演：ジョシュ・ホプキンス）
中山ちか
演 - 藤澤恵麻
信次郎の幼なじみで、恋人。精神疾患を患っており、入水自殺を図る。
オリジナル版キャスト：エリッサ（演：マリソル・ニコルズ）
石川沙耶
演 - 平田薫
百合の実妹。姉の婚約者を寝取った過去を持つトラブルメーカー。姉の心配を余所に高木に近づく。クレジットカードの不正利用に関わった容疑をかけられる。
オリジナル版キャスト：クリスティーナ・ラッシュ（演：ニッキー・エイコックス）

### ゲスト（シーズン1）
第1話 閉ざされた声 Unspoken Words
- 工藤順一（学生　父親の強制を嫌いリバティオブハートに逃げ込むが、「お父さん、僕は自由です」と書かれた手紙を胸に自宅前で絶命）- 吉沢亮（1996年）
- 工藤健介（順一の父親：外科医　順一が医師になることを強く望んでいる）- 田口トモロヲ
- 森永顕彰（リバティオブハート主宰者　現在は詐欺罪等で服役中）- 吹越満
- 黒井貴明（元アマチュアボクシングのチャンピオンで森永のボディガード　森永服役後に児童支援センター館長）- 三浦誠己
- 佐伯香奈恵（リバティオブハートメンバー　順一に選ばれパートナーとなる）- 大野いと（1996年） / 真飛聖（現在はカフェ経営）
- 工藤多恵（順一の姉　順一の理解者）- 岸井ゆきの（1996年）/ 尾上紫（現在）
- 工藤千鶴子（順一の母　家族の目の前で飛び降り自殺）- 霧島れいか
- アニタ・マルシア（目撃情報提供者　当時不法滞在であった為、今になり「1996年に殺人を見た」と告白）- ルビー・モレノ
- 順一を連れ戻すのを手伝う男 - 佐藤宙輝
- 順一と揉めるクラブの客 - 久保龍一

第2話 記憶 Memento
- 比嘉ひとみ（シングルマザー　アパートの窓から娘とともに転落し昏睡状態）- 仲里依紗/ 関沢美紘（幼少時）
- 三宅（児童相談所職員）- 甲本雅裕
- 木村アンヘル（可奈の小学校の用務員）- 渋川清彦
- 比嘉可奈（比嘉ひとみの6歳の娘　母とともにアパートの窓から転落し即死）- 安藤結埜
- 比嘉盛昌（比嘉ひとみの父親）- 大河内浩
- 比嘉可奈の小学校の担任教師 - 松田沙紀
- 団地の大家 - 飯島順子
- リカルド・モレノ（在日ブラジル人）- 望月ムサシ
- 看護師 - 森田亜紀

第3話 冤罪 The False Charge
- 西尾智人（検事　じゅんと同郷の出身で、井上勝の事件を担当　横浜で何者かに刺殺される）- 筒井道隆
- 雁部（兵庫県警刑事　井上勝を逮捕送検）- 野間口徹
- 森亮介（事件当時、西尾の検察事務官　現在は議員出馬を画策中）- 水橋研二
- 石塚和也（男娼　事件当時は兵庫にいたが現在は神奈川に移り住む）- 中村倫也
- 西尾の妻（事件から21年経った今、夫の横領事件疑惑が持ち上がり本木のもとを訪れる）- 宮澤美保
- 脇本じゅん（事件当時は売人だったが、現在は中古車ディーラー）- オクイシュージ
- 井上勝（冤罪犯　震災後の神戸で起きたボランティア女子大生殺人事件で逮捕送検される）- 高橋努 / 萩原利久（逮捕時）
- 井上勝の母 - しのへけい子

第4話 オリオン Orion
- 小川真央（理紗の娘）- 福田麻由子 / 大宮千莉（母が失踪した時、母のバイト先のコンビニに一人でいた）
- 小川理紗（2004年6月14日夜失踪、当時31歳）- 東加奈子
- 乾和夫（理紗の内縁の夫）- 阿部亮平
- 赤松英治（県警資料課職員）- ユースケ・サンタマリア

オリジナル版キャスト：ジョージ・マークス（演：ジョン・ビリングズリー）
- 県警鑑識課員 - 川上友里
- 菊池翔子（2007年6月14日未遂で生存者）- ハマカワフミエ
- 井上愛梨（2011年6月14日失踪、16歳、高1）- 小菅怜衣
- 松本豊子（2013年6月14日失踪、当時47歳清掃員）- 成嶋瞳子
- 松本澄子（松本豊子の妹）- 山本裕子
- 鳥獣保護区管理人 - 清水伸
- 井上愛梨の父親 - やべけんじ
- 銃砲店店主 - 八城嵩司

第5話 プール The Pool
- 洞口亮（開央学院の生徒）- 村上虹郎 / 本村海（事件当時）
- 篠田祐樹（開央学院の生徒）- 今井悠貴 / 板垣李光人（事件当時）
- 有川努（開央学院の生徒）- 健太郎 / 斉藤碧大（事件当時）
- 内藤貴一（開央学院の教師）- 堀部圭亮
- 開央学院の校長 - 佐々木勝彦
- 小暮充（開央学院出身の教師）- 高橋光臣

第6話 恋文 The Love Letter
- 須崎清 - 仲代達矢 / 福士誠治（1950年 牛乳配達）
- 金井美紀（スジョンの孫）- 酒井美紀
- コ・スジョン（高水晶　韓国人）- 門脇麦（1950年）
- 樫葉健太郎 - 勝部演之 / 田中幸太朗（1950年）
- 加納町子（樫葉の妻） - 山口果林 / MEGUMI（1950年）
- 津村愛子（花江の娘　旧姓 加納） - 木内みどり / 真家有里奈（1950年）
- 森田雅一 - 川口覚（1950年 牛乳配達）
- 中華料理店・香蘭の店主 - 石井愃一
- 須崎清の孫 - 落合モトキ
- ジョージ中村 - 森山周一郎
- ジョージ中村の妻 - 市川千恵子
- 森田雅一の孫娘 - 澤田育子
- ヨンジャ（スジョンの娘 10才(写真)）- 荒井美虹

第7話 同窓会 Class Reunion
- 瀬谷聖 - 中村ゆり / 堀田真由（1997年 中学生時代）
- 瀬谷浩一郎（瀬谷聖の兄）- 成河 / 浦上晟周（1997年）
- 岩井永子 - 菜葉菜 / 花坂椎南（1997年 中学生時代）
- 五十嵐あゆみ - 徳永えり / 染野有来（1997年 中学生時代）
- 岸辺詩子 - 新嘉喜由芽（1997年 中学生時代）
- 岸辺詩子の母 - 須藤理彩
- 瀬谷聖の父 - 二階堂智
- 瀬谷聖の母 - 渡辺梓
- 県警捜査員 - 奥田洋平
- 長山カナ（殺人被害者）- 相川雪夢乃

第8話 ミレニアム Millennium
- 菅田（鎌倉南署刑事）- 菅田俊
- 宮部峰子（茅ヶ崎断酒会員　16年前に自分が隆介を轢いたと自供）- 阿南敦子
- 柏原隆介（サーフショップ開店が夢、ミレニアムにひき逃げされ死亡）- 山口馬木也
- 柏原真由美（隆介の妻）- 奥菜恵
- 柏原陽一（隆介の息子）- 永嶋柊吾
- 三島武司（真由美と幼なじみ　離婚の後、真由美と再婚）- 眞島秀和
- 三島啓子（武司の元妻　現在主治医と再婚）- 馬渕英里何
- 飯田ムツオ（サリン事件で群衆恐怖症となり引きこもる）- 水澤紳吾
- 宗岡章夫（子供の頃からのワルで当時シルバーにゴールドのレーシングラインのハコスカ所有）- 平山祐介
- 古賀弘志（レゲーミュージシャン　車泥棒）- 中川智明
- ガソリンスタンド店員 - 松本たけひろ

第9話 約束 The Promise
- 橘一枝（聖母子供の家シスター・元代表）- 江波杏子 / 太田緑ロランス（1970年）
- 小島（旧姓矢追）真純（施設出身　現在は図書館勤務）- 朝加真由美 / 内田愛（1970年）
- 矢追明（施設の子　真純の弟　天然パーマ）- 生駒星汰（1970年）
- 門脇豊（施設出身　現在は農家）- 佐戸井けん太 / 佐藤結良（1970年）
- 村岡照夫（第一発見者　横浜市大の大学生　新左翼系の過激派セクトに所属）- ジジ・ぶぅ / 岡山天音（1970年）
- 釜田達治（施設出身　現在は港で働く）- 田中要次 / 浅川蓮（1970年）
- 大浦（桃興薬品株式会社 相模原研究所 新薬研究者）- 小林勝也 / 橋爪遼（1970年）
- 結城房子（聖母子供の家シスター・故人）- 藤井美菜（1970年）
- 杳子（桃興薬品株式会社 相模原研究所 看護師）- 茅島成美 / 平井美穂子（1970年）
- 明に興味を持つ夫婦 - 崔哲浩　吉本菜穂子
- 清水哲三（桃興薬品株式会社 相模原研究所 研修医　1970年当時 房子と密かに交際していた）- 植木祥平
- 保坂（警視庁刑事　高木の同期）- 渋谷謙人
- 刑事 - 高桑満　佐古井隆之　渡邉翔

第10話 黒い森 The Dark Woods
- 赤松英治（2ヶ月前、連続殺人の容疑がかかったが、証拠が出ず釈放され、行方をくらましている）- ユースケ・サンタマリア / 坂田湧唯（幼少期　人形の目をくり抜くなど異常な行動に母親は恐怖を感じる）

オリジナル版キャスト：ジョージ・マークス（演：ジョン・ビリングズリー）
- 赤松静子（英治の母　視覚障害で夜間は英治を監禁している）- 篠原ゆき子
- 遠藤（赤松家の隣人）- 高橋洋 / 藤野大輝（事件当時　窓越しに英治と光で交信していた）
- 斎賀直樹（強姦犯として収監されている）- 井之上隆志 / 米村亮太朗（事件当時）
- 木下（児童福祉員　幼少期の英治を施設に連れて行く）- 伊藤正之 / 少路勇介（事件当時）
- 助産師 - 竜のり子
- 松本加奈子（刑事）- 鵜飼真帆
- (回想)菊池翔子（2007年6月14日未遂で生存者）- ハマカワフミエ
- (写真)小川理紗（2004年6月14日夜失踪　当時31歳）- 東加奈子
- (写真)井上愛梨（2011年6月14日夕失踪　当時16歳、高1）- 小菅怜衣
- (写真)松本豊子（2013年失踪　当時47歳）- 成嶋瞳子

### ゲスト（シーズン2）
第1話　学生運動
- 橋本誠司（大学生　共革派）- 吉村界人（事件当時　47年後 大学構内で遺体が発見される）
- 花岡沙知（大学生　共革派）- 市毛良枝 / 佐藤玲（事件当時）
- 花岡恵美（橋本誠司と花岡沙知の娘）- 奥貫薫
- 松田通彦（大学教授・イスラム文化専攻）- 篠田三郎 / 堀井新太（大学生　共革派）
- 西永保（過激派指名手配犯）- 津嘉山正種 / 上杉柊平（大学生　共革派）
- 杉崎（警察学校教官　元公安三課）- 橋爪功 / 菅谷哲也（事件当時、機動隊員指揮官）
- 前園（機動隊員　杉崎の部下　学生との衝突で殴り殺される）- 松川尚瑠輝
- 安井（警視庁公安部　刑事）- 前川泰之
- 朝倉弘人（警察病院　心理カウンセラー）- 若葉竜也
- ICUで覚醒しつつある女性 - 松本穂香

第2話　名前のない殺人者 One Night
- 藤原寛治（自称山田太郎　過去の生き埋め殺人犯行を自首　高校教師　薬害エイズ被害者）- 宮藤官九郎 / 吉田晴登（青年期）
- 佐伯慎一（高校生17歳　過去の生き埋め殺人被害者）- 森永悠希
- 佐伯則之（慎一の父　官僚）- 伊藤洋三郎
- 佐伯香織（慎一の母）- 宮田早苗
- 塚本（バーMARIOマスター）- 千葉哲也
- 二宮ユキオ（バーMARIO従業員17歳　現在の被害者）- 神尾楓珠
- リョウタ（街の不良　ユキオのダチ）- 百瀬朔
- 清美（藤原寛治の元妻）- 松永玲子

第3話 PKO Honor
- 野々宮一希（自衛官　イラク派遣の事故で車椅子生活に）- 萩原聖人
- 野々宮恵理（野々宮の妻）- 矢田亜希子
- 野々宮広志（野々宮の長男　防衛大を目指している）- 西山潤 / 髙橋來（幼少期）
- 菅田紀子（イラク派遣後に自殺した菅田歩の妻）- 河井青葉
- 大野司（フリージャーナリスト）- 菅原永二
- 宮崎康晴（自衛官・陸曹長　イラク派遣を経験）- 井上肇
- 野々宮漣（自衛官　野々宮の弟）- 永岡佑
- 朝倉弘人（警察病院　心理カウンセラー）- 若葉竜也
- ICUで目覚めた女性 - 松本穂香

第4話 執行 Death Penalty: Final Appeal
- 荻原敦志（前科がある引越センター社員　子供2人の殺害で死刑囚）- 吉岡秀隆
- 村野葉子（殺害された兄弟の母　証言を後に撤回）- 西田尚美
- 戸川（荻原の面倒を見ている引越センター社長）- 橋本じゅん
- 寺山（刑務官　金子の元同僚）- 佐藤浩市
- 井内利夫（県警刑事部長　事件当時捜査本部トップ）- 利重剛
- 村野和之（殺害された兄）- 大西利空
- 村野晴之（殺害された弟）- 山口祐輝
- 中島明（事件担当刑事　後に自殺）- 大西信満
- 中島明の妻 - 野々村のん
- 引越センター社長の娘 - 町田マリー

第5話 指輪 Dog Day Afternoons
- 廣瀬亜紀（四葉銀行・融資窓口業務主任　14年前の銀行強盗時に射殺された）- 平岩紙
- 桐嶋朔 / 偽名荻野朔太郎（事件前に廣瀬亜紀にアプローチ　14年前の銀行強盗共犯）- 田中圭
- 宮下光太（バーB&Cのオーナー　14年前の銀行強盗主犯）- 山根和馬
- 森山賢治（バーB&Cの元ウェイター・元花屋　14年前の銀行強盗共犯）- 金井勇太
- 廣瀬奈津（亜紀の妹）- 柊子
- 黒澤遥香（事件当時、四葉銀行・融資窓口担当　廣瀬亜紀の部下）- 松本若菜
- 廣瀬寛子（亜紀と奈津の母）- 丘みつ子

第6話 バブル
- 金村敦（暴力団員(竜神会)　敵対組幹部を射殺　30年の服役を終え仮出所した）- 奥田瑛二 / 毎熊克哉（1988年時）
- 橋下健司（暴力団員(竜神会)　金村敦の義兄弟）- 金田明夫 / 遠藤雄弥（1988年時）
- 進藤マリア（クラブ"葵"の歌手　竜崎会長の愛人　金村と恋愛関係　1995年冬に絞殺された）- 水崎綾女 / 大西菜友（高校生時代）
- 安野光隆（竜神会・現会長）- 矢島健一 / 兼松若人（1988年時）
- 日高美智子（クラブ"葵"チーママ　竜崎会長の元愛人　半月前に覚醒剤所持で逮捕）- 洞口依子
- 天野奈美（美と健康のカリスマ）- 野田よしこ
- 竜崎幸三（竜神会・元会長　死期が近い）- 石橋蓮司 / 村上新悟（1988年時）
- 喫茶店マスター - 九十九一

第7話 光と影 Willkommen
- 神林イサム（劇団員　11年前 公演開始前に刺殺される）- 井上芳雄
- 田山芳美（売れないアイドル"柊リン"）- 飯豊まりえ
- 道広チエ子（コンビニ店長の娘　イサムの婚約者）- 村川絵梨
- 得地正希（劇団演出助手）- 山本圭祐
- 曽根崎良介（劇団員）- 深水元基
- 新屋拓真（劇団演出家）- 北村有起哉
- 朝倉弘人（警察病院　心理カウンセラー）- 若葉竜也
- 木村莉子（車椅子の女性）- 松本穂香

第8話 17歳の母 Family
- 皆本美姫（議員の娘　17歳で出産）- 中村優子 / 山田杏奈（1996年）
- 杉田武史（高校生　美姫の恋人　1996年 轢き逃げ事故の被害者）- 坂東龍汰
- 杏子（凛の保護観察官　百合の友人　凛宛てのメールの件で相談を持ちかける）- 藤谷美紀
- 皆本凛（美姫の娘　半年前詐欺グループ受け子で逮捕　執行猶予中　喫茶店勤務）- 木竜麻生
- 如月仁美（美姫の高校時代の友人）- 広澤草 / 小野莉奈（1996年）
- 定岡聖子（産婦人科医）- 峯村リエ
- 皆本直人（美姫の父　衆議院議員）- 田中健
- 安居（美姫の高校時代の数学教師）- 小市慢太郎
- 安居素子（安居の妻）- 片岡礼子
- 小池拓也（美姫の高校時代の教員）- 佐藤貴史
- 援交オヤジ - 小川あつし
- 凛のバイトする喫茶店のマスター - 渡荘太

第9話 シベリアの涙 The Hen House
- 藤沢智世（新聞記者　1954年溺死体で発見される）- 成海璃子（1954年）
- 西島（智世の同僚　智世と最後に会っている）- 山本圭 / 冨田佳輔（1954年）
- 編集局長（智世の上司）- 川守田政人（1954年）
- 智世の妹の孫（新聞記者　智世の手紙を社内で見つけ本木と百合に相談を持ちかける）- 岩井堂聖子
- 忠信（シベリア帰還兵　智世の記事に憤怒し社に乗り込む）- 中島歩（1954年）
- 忠男（忠信の息子）- 木場勝己 / 原田敬太（1954年）
- 忠信の妻 - 橋爪渓（1954年）
- 浅井真理子（智世の同僚　事件後渡米　マリ・アサイ『ヘン・ハウス』著者）- 水野久美 / 小林涼子（1954年）
- 望月（マリ・アサイの秘書）- 筧美和子
- 土岐田隆三（シベリア帰還兵　智世と交際　実は足立功　収容所スパイ）- 竜雷太 / 早乙女太一（1954年）
- 金沢まりゑ（隆三の妹　旧姓土岐田）- 岩本多代 / 石崎なつみ（1954年）
- 写真館主人 - 村松利史（1954年）

最終話 真犯人 Stalker
- 木村莉子（木村家の長女　高校生　一家心中の唯一の生き残り）- 松本穂香
- 木村智哉（莉子の父　IT企業をリストラされ、一家無理心中を図る）- 村上淳
- 木村孝美（莉子の母）- 堀内敬子
- 木村陸（莉子の弟　小学生）- 横山歩
- 山崎和明（莉子の高校の同級生）- 入江甚儀
- 聡太（陸の友達）- 庵原匠悟
- 陽子（聡太の母　2017年12月事件の第一発見者）- 田村たがめ
- 朝倉弘人（警察病院　心理カウンセラー）- 若葉竜也

### ゲスト（シーズン3）
第1話『鼓動：前編』/ 第2話『鼓動：後編』 Offender 
- 日向秀樹（建設会社社員　息子殺しで服役後出所　無実を訴える）- 江口洋介
- 日向桜（秀樹の妻　事件後に離婚）- 戸田菜穂
- 日向大樹（秀樹の長男　心臓移植が成功し「奇跡の子」と呼ばれたが、性的暴行を受け殺害される）- 潤浩
- 喜多原吾朗（大樹の移植手術執刀医）- 松角洋平
- 黒崎貞彦（大樹の担任教師　小児性犯罪の前科がある）- 岡部たかし
- 牛久明良（家出し行方不明）- 井之脇海 / 南出凌嘉（事件当時中学生　動物殺しの常習犯）
- 牛久昌和（明良の父）- 横田栄司
- 牛久緑（明良の母　明良が大樹の自転車を埋めたことを目撃）- 黒沢あすか
- 井内利夫（県警刑事部長）- 利重剛
- 田中宗彦（小児性犯罪者　殺害される）- 平原テツ
- 幼女（移植の順番を待っている）- 山崎莉里那
- 幼女の父（移植の順番を抜かされたと思い激怒する）- 夙川アトム
- 幼女の母 - 深谷美歩
- 高木光太郎（信次郎の兄）- 渡辺大
- 高木晶子（光太郎の妻）- 松菜乃子
- 高木剛史（光太郎の長男）- 川口和空　
- 諸星光（交通事故で脳死後、大樹のドナーとなる）- 神尾優典　　
- 諸星要司（光の父親）- 緒形直人
- 星光朱里（光の母親　光の死後、離婚し再婚）- 山本未來
- 移植病院医師 - 田中壮太郎
- 幸田健治（ドナー処置医師　その後自殺）- 池田良
- 岡本陽一（研修医　ドナー処置後、転職）- 田村健太郎
- 移植臓器搬送員 - 沖山翔也
- 救急病院看護師 - 安里奈

第3話 『女優』
- 貴船美沙（女優　海外の映画祭で主演女優賞を獲得　今回60年ぶりに日本映画界へ復帰）- 松原智恵子 / 有村架純（1961年）
- 城本光晴（美沙のマネージャー）- 若林豪 / 岩田剛典（1961年）
- 野口雅之（俳優　芸名：滝沢雅之　1961年3月弟が失踪届を出している）- 泉澤祐希（1961年）
- 野口信夫（雅之の弟　事件当時大学生）- 小倉一郎 / 深澤嵐（1961年）
- 田川よし子（当時の美沙の付き人　現在はスナック経営）- 田島令子 / 仁村紗和（1961年）
- 山下貞夫（美沙の新作映画の監督）- 上條恒彦
- 依田高悟（美沙の主演女優賞作品の巨匠監督）- 緒方明（1961年）
- 受賞会見時の記者 - 津和野諒（1961年）
- 女優（美沙の新作映画の共演者）- 内田未来
- 新作映画関係者 - 安藤広郎　永島敬三　今野ひろみ
- 婦人警官 - 立川ユカ子

第4話 『オルゴール』Sabotage 
- 高原浩（会社をリストラで解雇され、再就職に失敗　娘を癌で失っている）- 仲村トオル
- 杉山佳子（高原の元妻）- 紺野まひる
- 当麻渉（銀行員　高原浩の弟　当麻家の養子に出される）- 音尾琢真
- 当麻祥子（渉の妻）- 山田キヌヲ
- 当麻千早（渉の娘　ピアノを習っている）- 小吹奈合緒
- 内藤由美子（家電量販店店員　2年前の爆弾事件で爆死）- 福田沙紀
- 長谷川洋介（総合病院の小児科医　3回目の爆弾で爆死）- 迫田孝也
- 今井哲也（高校生　スポーツクラブのアルバイト　更衣室での爆破前にオルゴールを見ている）- 醍醐虎汰朗
- 谷岡真吾（消防士　スポーツクラブで2回めの爆発に巻き込まれ重症）- 佐伯大地
- 県警鑑識課員 - おかやまはじめ
- 田畑英治（高原を解雇した会社の人事部　爆発で重症）- 佐藤貢三

第5話 『夜のドライブ』The Road 
- 久保沙織（弁護士　2年前の婚約パーティーの最中に行方不明に）- 織田梨沙 / 太田結乃（幼少期　パーティー用映像）
- 谷口翔馬（沙織の婚約者　沙織の無事を信じている）- 小久保寿人
- 鈴木和也（長野で盗難車を運転中にスピード違反で逮捕　移送中に誘拐を仄めかす）- 松澤匠 / 大川星哉（少年期）
- 河野朋美（出産直後の母　拉致監禁被害者　死亡）- 須藤温子
- 広瀬奈美（カトリック教会のシスター　拉致監禁被害者　死亡）- 万里紗
- 盗難車の持ち主（盗難車はパーティー会場で目撃されている）- 竹内都子
- 翔馬の同僚（婚約パーティーに出席）- 中川あきら　村上コウキ　土井玲奈
- 山中の井戸に落ちた女性 - 斎藤千晃
- 井内利夫（県警刑事部長）- 利重剛

第6話 『壁の女たちへ』Justice 
- 牧村美里（生命保険会社員　25年前のレイプ事件の被害者）- 山口紗弥加 / 久保田紗友（1996年）
- 平山陽介（スター的存在の大学生　美里とは同じサークルに所属　25年前に殺害される）- 赤楚衛二（1996年）
- 泉本薫（警察学校教官　25年前のレイプ事件を担当）- 渡辺真起子 / 手塚真生（1996年）
- 大城紗良（25年前のレイプ事件の被害者）- 安藤聖 / 湯川ひな（1996年）
- 岡田理香（25年前のレイプ事件の被害者）- 鈴木麻衣花 / 駒井蓮（1996年）
- 香月貴子（25年前のレイプ事件の被害者　妊娠し堕胎している）- 東風万智子 / 奥山葵（1996年）
- 奈良崎花苗（25年前のレイプ事件の被害者　平山が殺される1ヶ月前にレイプ被害を苦に自殺）- 北沢響（1996年）
- 奈良崎亮一（香苗の父親　男手ひとつで娘を育てた　自殺は自分の責任だと考えている）- 津田寛治
- 牧村雄大（弁護士　姉のおかげで大学に進めたことに恩義を感じている）- 岩瀬亮 / 池田優斗（1996年）

第7話 『思い出の渚』A Perfect Day 
- 遠藤満智子（ピアノ教師　辛い過去を背負っている）- 真野響子 / 黒木華（1967年）
- 遠藤勇治（満智子の夫　警察官　隠された一面を持っている　1967年に警察辞め、1997年に殺害されている）- 駿河太郎
- 遠藤渚（満智子の娘　白骨死体で発見され、鑑定で虐待を受けていたと発覚）- ゆいな（1967年）
- 田島岬（女性記者　幼少時に母親に捨てられ事件関係者として名乗り出る　渚は双子の姉妹）- 中島ひろ子 / あゆな（幼少時）
- 潮見敏夫（警察官　事件の手がかりに繋がりを持つ）- 山路和弘 / 高杉真宙（新米警官　遠藤家訪問時に虐待に気づく）
- 県警鑑識官（白骨遺体の虐待の痕跡を説明する）- 福本伸一
- 監察医（満智子の娘を生前に診断し、虐待を見つける）- 越村公一 / 小林竜樹（1967年）
- 勝江（母子寮の女性）- 泉晶子 / 佐藤めぐみ（満智子、岬、渚の入所時）
- 洋子（母子寮での満智子の友人）- 白川和子 / 内田慈（満智子、岬、渚の入所時）
- 中華料理店ウエートレス仲間 - 片岡富枝 / 桜まゆみ（中華料理店の同僚）
- 居酒屋店主（遠藤の最後の目撃者）- 水野智則

第8話 『汚名』Flashover 
- 灰原拓郎（立川が担当した5年前の放火殺人事件の犯人　収監中に自殺）- 竹原ピストル
- 真辺由紀（立川の元妻　2年前に離婚し再婚して子供がいる）- 水野美紀
- 灰原継晴（拓郎の弟　兄の無実を信じている）- 玉置玲央
- 井沢晃（消防士　灰原の借家放火事件を担当）- 梅垣義明
- 若い刑事 - 藤村直樹
- バーで立川に絡む二人組 - 池村匡紀、川並淳一
- 立川の行きつけのバーのバーテン（以前に立川が継晴に絡まれているのを見ている）- 金橋良樹
- 小柳拓（暴走族　灰原の刑務所同房　灰原の犯行自供を聞いたと偽証）- 森谷勇太
- 東野（建築工学教授）- 橋本拓也
- 木村由香里（灰原の元妻　2人の息子を亡くし悲嘆に暮れる）- 濱田めぐみ
- 灰原海斗（かいと　拓郎と由香里の5歳の息子　事件で焼死）- 高木波瑠
- 灰原淳（じゅん　拓郎と由香里の3歳の息子　事件で焼死）- 佐藤遥灯
- 灰原の父母 - 佐々木省三、勝倉けい子
- 入江（灰原家借家の大家　管理がいい加減なことが分かっている）- 田村泰二郎
- 井内利夫（県警刑事部長）- 利重剛

第9話 『故郷』
- 大川正雄（竜雄の息子　新聞配達で父を支えていた　現在は不動産業で大成功を収めている）- 趙珉和 / 小林喜日（1997年）
- 大川竜雄（団地の住民　中国残留孤児で日本語が話せず、生活保護を受けていた　1997年に何者かに撲殺される）- 侯偉
- 佐々木義久（団地の自治会長　満州生まれ　竜雄の死後に正雄の進学資金を支援するなど支え続けた）- 大地康雄
- 工藤俊哉（団地の住民　中学の体育教師　見回り中に犯人を目撃したと証言）- 村田雄浩
- 児玉利治（団地の住民　愚痴が多い）- ガッツ石松
- 川村恭介（団地の住民　見回り中に犯人を目撃したと証言　臨終間際に「大川さん済まなかった」の言葉を残す）- 梨本謙次郎
- 川村琴美（恭介と清子の娘　父の死に際の言葉が気になり本木を訪ねる）- 原田佳奈 / 田畑志真（1997年）
- 川村清子（恭介の妻）- 中山忍
- 工藤良美（俊哉の妻）- 村岡希美
- おやじ狩り前歴者 - 佐藤銀平
- 福祉事務所職員（中国に墓参りに行く場合は生活保護を止めると伝える）- 奥村アキラ

最終話 『母の条件』Ghost of My Child 
- 菱田雅（アカシア園入居者　2016年に山奥の川で水死体で発見）- 北香那
- 菱田未来（雅の娘　雅が水死する前日に行方不明に　当時4歳）- 桑原広佳 / 野田あかり（2016年）
- 菱田千鶴（雅の母　薬物依存症で逮捕歴　死んだ雅と瓜二つの少女の姿を見たと捜査一課に訴える）- 神野三鈴
- 大野律子（母子保護施設「アカシア園」の代表）- 富田靖子
- 黒崎芽衣（アカシア園元入居者　当時雅と言い争いが絶えなかった）- 中田クルミ
- 芽衣の息子（未来の居なくなった時の状況を証言）- 山口太幹 / 塚尾桜雅（2016年）
- 坂口剛（アカシア園元入居者　知的障害あり）- 中島広稀
- 坂口聡子（剛の母　息子が未来を連れ家に帰ったことを隠す）- 西尾まり
- 早苗（アカシア園で一時保護中の幼女）- 佐藤恋和
- 早苗の母（アカシア園で娘を返せと暴れ事情聴取を受ける　薬物の過剰摂取で搬送の過去も騙されたと証言）- 安座間美優
- 石川沙耶（百合の妹　息子を連れ百合の前に現れる）- 平田薫
- 真人（まこと　沙耶の息子）- 有山実俊

## スタッフ
- 脚本：瀬々敬久、吉田康弘、蓬莱竜太、林宏司（シーズン1）、酒井雅秋（シーズン2、3）、野木萌葱（シーズン2、3）、瀧本智行（シーズン2、3）
- 監督：波多野貴文、内片輝（シーズン2、3）、守下敏行（シーズン2、3）
- 音楽：村松崇継
- 撮影監督：山田康介、榊原直記（シーズン2）
- 照明：西村昌幸
- 録音：植村貴弘
- 編集：穗垣順之助
- VFXプロデューサー：赤羽智史
- 制作担当：小柳智則
- 美術：平井淳郎
- 演出補：守下敏行、宮崎駿、武士光成、杉浦祐樹
- 撮影助手：岡村慶彦、浮邉佑希、山本一美、殿村亮
- 照明助手：横山淳、市川高穂、川島啓之、川原大輝
- 録音助手：小川貴裕、大堀治人、中島正喜
- 制作：蓮見宗一郎、天野佑亮、安井謙、磯本淳、垣内あづさ
- プロデューサー：岡野真紀子（WOWOW）、近見哲平（テレパック）
- プロデューサー：五十嵐理（WOWOW）、椛澤節子
- 制作協力：テレパック
- 制作：ワーナー・ブラザースインターナショナルテレビジョン（英語版）（Warner Bros. Intl TV Production）、WOWOW
- 原作：『コールドケース 迷宮事件簿』(Warner Bros.)

## 放送日程

### シーズン1
| 各話   | 放送日         | サブタイトル | 脚本            | ピックアップソング | 原案                              |
| ------ | -------------- | ------------ | --------------- | --- | --------------------------------- |
| 第1話  | 2016年10月22日 | 閉ざされた声 | 林宏司 吉田康弘 | Mr.Children「名もなき詩」 アンダーワールド「Born Slippy」 マリリン・マンソン「Sweet Dreams (Are Made of This)」 オアシス「ワンダーウォール」 オアシス「ドント・ルック・バック・イン・アンガー」                                            | シーズン2第11話「ゼロ・アワー」   |
| 第2話  | 10月29日       | 記憶         | 瀬々敬久        | アデル「Remedy」 ゼブラヘッド「Worse Than This」 ONE OK ROCK「Heartache」 | シーズン1第8話「蝶々」            |
| 第3話  | 11月05日       | 冤罪         | 瀬々敬久        | レニー・クラヴィッツ「Rock and Roll Is Dead」 テイク・ザット「バック・フォー・グッド」 レディオヘッド「High and Dry」 ボン・ジョヴィ「Always」                                                                                             | シーズン2第10話「フリーペーパー」 |
| 第4話  | 11月12日       | オリオン     | 吉田康弘        | 河口恭吾「桜」 平原綾香「Jupiter」 大塚愛「さくらんぼ」 フランツ・フェルディナンド「Take Me Out」 リンプ・ビズキット「Behind Blue Eyes」                                                                                                   | シーズン2第9話「ハンター」        |
| 第5話  | 11月19日       | プール       | 吉田康弘        | ザ・ブラック・キーズ「Lonely Boy」 ワン・ダイレクション「Same Mistakes」 | シーズン1第22話「プラン」         |
| 第6話  | 11月26日       | 恋文         | 瀬々敬久        | セロニアス・モンク「ラウンド・ミッドナイト」 スタン・ゲッツ「What's New?」 ナンシー梅木「君待てども」 パティ・ペイジ「テネシーワルツ」 | シーズン1第13話「手紙」           |
| 第7話  | 12月03日       | 同窓会       | 蓬莱竜太        | スパイス・ガールズ「ワナビー」 PUFFY「渚にまつわるエトセトラ」 カーディガンズ「ラヴフール」 シェリル・クロウ「A Change Would Do You Good」 デヴィッド・ボウイ「I'm Afraid of Americans」 SPEED「Go! Go! Heaven」 ジュエル「Foolish Games」 | シーズン2第6話「デビルズプール」  |
| 第8話  | 12月10日       | ミレニアム   | 瀬々敬久        | Dragon Ash feat. ACO, ZEEBRA「Grateful Days」 モーニング娘。「LOVEマシーン」 オフスプリング 「プリティ・フライ」 Hi-STANDARD「stay gold」 UA「プライベートサーファー」 エルヴィス・コステロ「She」                                         | シーズン1第18話「カクテル」       |
| 第9話  | 12月17日       | 約束         | 瀬々敬久        | 皆川おさむ「黒ネコのタンゴ」 はしだのりひことシューベルツ「風」 吉田拓郎「イメージの詩」 サイモン&ガーファンクル「ニューヨークの少年」 トワ・エ・モワ「空よ」 ビートルズ「レット・イット・ビー」                                           | シーズン1第14話「箱」             |
| 最終話 | 12月24日       | 黒い森       | 吉田康弘        | レベッカ「フレンズ」 Mr.ミスター「Broken Wings」 シンディ・ローパー「トゥルー・カラーズ」 | シーズン2第23話「森」             |

- 2018年7月30日よりBSの無料チャンネルDlifeでもシーズン1の放送が始まった。

### シーズン2
| 各話   | 放送日         | サブタイトル     | 脚本     | 監督       | ピックアップソング | 原案                                                     |
| ------ | -------------- | ---------------- | -------- | ---------- | --- | -------------------------------------------------------- |
| 第1話  | 2018年10月13日 | 学生運動         | 吉田康弘 | 波多野貴文 | 加藤和彦と北山修「あの素晴しい愛をもう一度」 吉田拓郎「自殺の詩」「人間なんて」 あおい輝彦「ふたりの世界」 赤い鳥「翼をください」                             | 原案なし                                                 |
| 第2話  | 10月20日       | 名前のない殺人者 | 吉田康弘 | 波多野貴文 | 奥田民生「イージュー★ライダー」 安室奈美恵「Body Feels EXIT」 YEN TOWN BAND 「Swallowtail Butterfly 〜あいのうた〜」                                          | シーズン3第16話「17歳」                                  |
| 第3話  | 10月27日       | PKO              | 酒井雅秋 | 波多野貴文 | Mr.Children「旅立ちの唄」 B'z「永遠の翼」 Perfume「ポリリズム」 GReeeeN「愛唄」                                                                               | シーズン2第14話「ヴァレンタイン」 シーズン3第8話「英雄」 |
| 第4話  | 11月03日       | 執行             | 野木萌葱 | 波多野貴文 | 猿岩石「白い雲のように」 中谷美紀 with 坂本龍一「砂の果実」 斉藤和義「歌うたいのバラッド」 B'z「Calling」                                                     | シーズン3第20話「死刑囚」                                |
| 第5話  | 11月10日       | 指輪             | 酒井雅秋 | 内片輝     | ゆず「栄光の架橋」 Mr.Children「Sign」 柴咲コウ「かたち あるもの」 Kiroro「もう少し」 宇多田ヒカル「誰かの願いが叶うころ」                                    | シーズン3第14話「警報」                                  |
| 第6話  | 11月17日       | バブル           | 瀧本智行 | 内片輝     | 五輪真弓「恋人よ」 氷室京介「ANGEL」 欧陽菲菲「ラヴ・イズ・オーヴァー」 長渕剛「とんぼ」                                                                      | 原案なし                                                 |
| 第7話  | 11月24日       | 光と影           | 蓬莱竜太 | 波多野貴文 | ケツメイシ「出会いのかけら」 Mr.Children「HANABI」 福井舞「アイのうた」 JUJU feat.Spontania「素直になれたら」 清水翔太「HOME」                                | シーズン3第18話 「スポットライト」                       |
| 第8話  | 12月01日       | 17歳の母         | 酒井雅秋 | 守下敏行   | EAST END×YURI「DA.YO.NE」 スピッツ「涙がキラリ☆」 TRF「CRAZY GONNA CRAZY」 安室奈美恵「SWEET 19 BLUES」                                                       | シーズン3第1話「娘」                                     |
| 第9話  | 12月08日       | シベリアの涙     | 瀬々敬久 | 守下敏行   | 岡本敦郎「高原列車は行く」 江利チエミ「ガイ・イズ・ア・ガイ」 「テネシー・ワルツ」 雪村いづみ「はるかなる山の呼び声」 「想い出のワルツ」 越路吹雪「愛の讃歌」 | シーズン3第21話「入れ墨」                                |
| 最終話 | 12月15日       | 真犯人           | 酒井雅秋 | 波多野貴文 | 安室奈美恵「Hero」 back number「瞬き」 ONE OK ROCK「We are」                                                                                                  | シーズン4第24話「ロミオ」                                |

### シーズン3
| 各話   | 放送日         | サブタイトル | 脚本              | 監督       | ピックアップソング | 原案                                |
| ------ | -------------- | ------------ | ----------------- | ---------- | --- | ----------------------------------- |
| 第1話  | 2020年12月05日 | 鼓動・前編   | 酒井雅秋          | 波多野貴文 | FUNKY MONKEY BABYS「大切」 BUMP OF CHICKEN「魔法の料理 ～君から君へ」 ONE OK ROCK「Wherever you are」                         | シーズン4第19話「自転車」           |
| 第2話  | 12月12日       | 鼓動・後編   | 酒井雅秋          | 波多野貴文 | くるり「奇跡」 平井堅「いとしき日々よ」                                                                                       | シーズン4第19話「自転車」           |
| 第3話  | 12月19日       | 女優         | 瀧本智行          | 波多野貴文 | エディット・ピアフ「NON, JE NE REGRETTE RIEN」 森山加代子「月影のキューバ」 越路吹雪「幸福を売る男」                          | 原案なし                            |
| 第4話  | 12月26日       | オルゴール   | 野木萌葱          | 内片輝     | DA PUMP「U.S.A.」 米津玄師「Lemon」                                                                                           | シーズン5第12話「ジョン・ヘンリー」 |
| 第5話  | 2021年1月09日  | 夜のドライブ | 吉田康弘          | 内片輝     | Official髭男dism「Pretender」 Official髭男dism「イエスタデイ」 Little Glee Monster「夢がはじまる」 菅田将暉「まちがいさがし」 | シーズン5第15話「地下室」           |
| 第6話  | 1月16日        | 壁の女たちへ | 蓬莱竜太          | 波多野貴文 | 安室奈美恵「Don't wanna cry」 スピッツ「チェリー」 Mr.Children「花 -Mémento-Mori-」                                           | シーズン5第10話「掲示板」           |
| 第7話  | 1月23日        | 思い出の渚   | 瀬々敬久          | 守下敏行   | ザ・ワイルドワンズ「想い出の渚」 ザ・ピーナッツ「恋のフーガ」 中村晃子「虹色の湖」 プロコル・ハルム「青い影」                 | シーズン3第9話「ペンダント」        |
| 第8話  | 1月30日        | 汚名         | 吉田康弘          | 守下敏行   | 森山直太朗「生きる（って言い切る）」                                                                                          | シーズン7第17話「炎」               |
| 第9話  | 2月 6日        | 故郷         | 瀧本智行          | 守下敏行   | スピッツ「スカーレット」 Le Couple「ひだまりの詩」 Mr.Children「Everything (It's you)」                                       | 原案なし                            |
| 最終話 | 2月13日        | 母の条件     | 吉田康弘 酒井雅秋 | 波多野貴文 | EXILE ATSUSHI + AI「No more」 ハナレグミ「深呼吸」 ONE OK ROCK「Always coming back」                                          | シーズン5第18話「幻」               |

## 受賞歴
- 東京ドラマアウォード2017 特別賞[16]
- ABU賞 ドラマ部門 ファイナリスト（第6話）[17]

## 関連商品
サウンドトラック
- 村松崇継『WOWOW 開局25周年記念 連続ドラマW「コールドケース～真実の扉」オリジナル・サウンドトラック』（2016年12月14日、ウィステリアプロジェクト、SMT-0001）

Blu-ray
- 連続ドラマW コールドケース 〜真実の扉〜 ブルーレイ コンプリート・ボックス（2枚組）（2017年9月6日、ワーナー ブラザース ジャパン）
- 連続ドラマW コールドケース2 〜真実の扉〜 ブルーレイ コンプリート・ボックス（2枚組）（2019年3月20日、ワーナー ブラザース ジャパン）

DVD
- 連続ドラマW コールドケース 〜真実の扉〜 DVD コンプリート・ボックス（5枚組）（2017年9月6日、ワーナー ブラザース ジャパン）
- 連続ドラマW コールドケース2 〜真実の扉〜 DVD コンプリート・ボックス（5枚組）（2019年3月20日、ワーナー ブラザース ジャパン）